# Tunnel of Love
Tunnel of Love – singel brytyjskiej grupy rockowej Dire Straits z albumu Making Movies. Utwór został również umieszczony na albumach kompilacyjnych: Money for Nothing, Sultans of Swing: The Very Best of Dire Straits i The Best of Dire Straits & Mark Knopfler: Private Investigations, a w wersji koncertowej także na Alchemy i Live at the BBC. Singiel był promowany przez dwa teledyski.
„Tunnel of Love” jest jednym z trzech utworów z repertuaru Dire Straits, które nie zostały napisane w całości przez Marka Knopflera (pozostałe dwie to „What's the Matter Baby” i „Money for Nothing”). Chociaż większość utworu jest dziełem Knopflera, wstęp stanowi aranżację melodii z musicalu „Carousel”.
Utwór został wykorzystany w filmie „Oficer i dżentelmen”.